# Первомайський (Сарапульський район)
Первома́йський (рос. Первомайский) — присілок в Сарапульському районі Удмуртії, Росія.
Урбаноніми:
- вулиці — Леніна, Набережна, Польова, Степова
- провулки — Нагірний

## Населення
Населення становить 68 осіб (2010, 125 у 2002).
Національний склад (2002):
- росіяни — 80 %